# Kobylniki (powiat Szamotulski)

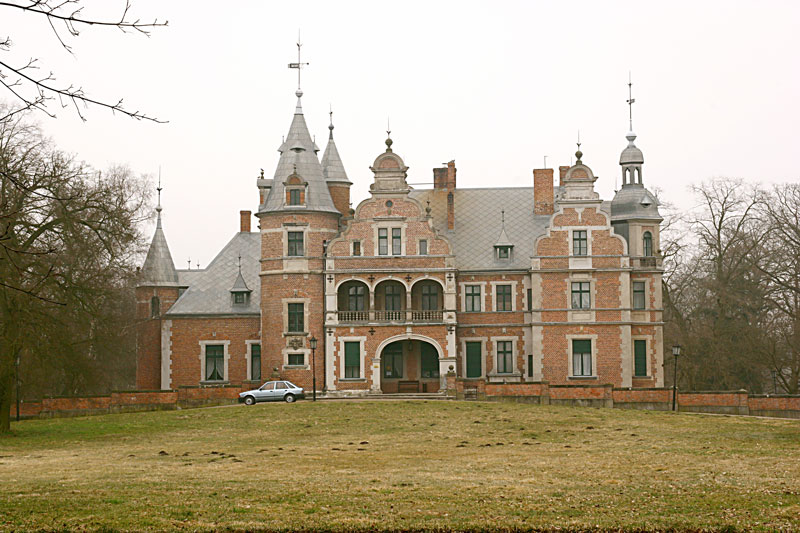
Het kasteel van Kobylniki

Kobylniki is een dorp in de Poolse woiwodschap Groot-Polen. De plaats maakt deel uit van de gemeente Obrzycko. De plaats telde 311 inwoners in 2011.

## Geschiedenis
Kobylniki werd voor het eerst genoemd in 1218 , als eigendom van een klooster van de Cisterciënzers in Łekno, al snel kwam het dorp in handen van de familie Przosnów. Daarna is het in handen geweest van diverse eigenaars. In 1886 werd onder leiding van Sigmund Gorgolewski een paleis gebouwd voor Tadeusz Twardowski, in neorenaissance stijl.

## Sport en recreatie
Door deze plaats loopt de Europese wandelroute E11. De E11 loopt van Den Haag naar het oosten, op dit moment de grens Polen/Litouwen. Ter plaatse komt de route door de bossen vanuit Obrzycko en Barczewo en vervolgt in zuidoostelijke richting naar Szamotuły.